# Glycaspis brimblecombei
Glycaspis brimblecombei là một loài côn trùng trong họ Psyllidae. Loài này được Moore miêu tả khoa học đầu tiên năm 1964.
Đây là loài gây hại của cây Eucalyptus blakelyi, phát triển phổ biến ở Brazil.